# 도롱뇽과의 전쟁

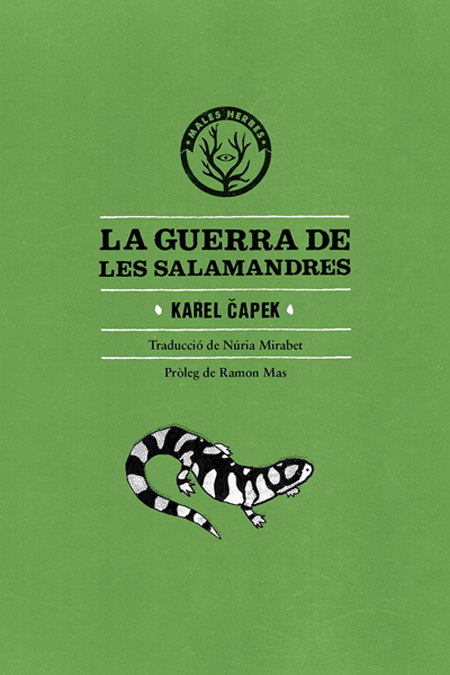

도롱뇽과의 전쟁(체코어: Válka s mloky)은 카렐 차페크가 1936년 발표한 SF 소설이자 풍자 소설이다. 태평양에 살다가 인간에게 발견되어 노예화되고 학대받는 지적인 도롱뇽 종족에 대한 이야기이다. 그들은 인간의 지식을 얻고 반란을 일으켜 전지구적인 패권 전쟁을 벌인다. 차페크의 이전작 R.U.R.과 명백히 유사하지만 몇 가지 특유의 주제를 담고 있다.
SF작가이자 비평가인 데이먼 나이트는 이 작품을 SF의 고전으로 평가하고 있다.

## 줄거리
책 제목의 전쟁을 다루는 것은 전체 26장 중 마지막 4개 장 뿐이다. 책의 나머지는 부분은 이 도롱뇽들의 발견과 착취, 그들의 변화 과정, 그리고 전쟁에 이르기까지의 인간과 도롱뇽의 긴장 고조를 그리고 있다.
이 책에는 주인공이 없다. 대신 사회적 관점에서 도롱뇽의 발전과정을 보여준다.
서술자는 저널리스트, 역사가, 인류학자 등 다양한 시점을 넘나든다. 주요 인물들은 도룡뇽 종족을 발견한 뱃사람 반 토흐와 도롱뇽 산업의 발전울 주도한 산업가 구시 본디, 구시 본디의 안내인인 포본드라 세 명이다. 이들은 책 곳곳에 등장하지만 중요한 장면에서 이야기를 진행하기 위해 화자로 나서지는 않는다. 셋은 모두 체코인이다.
소설은 크게 세 부분으로 이루어져 있다.

## 같이 보기
- 체코 문학